# Fidel-Castro-Bucht
Die Fidel-Castro-Bucht (russisch Бухта Фиделя Кастро Buchta Fidelja Kastro) ist eine Bucht an der Küste des ostantarktischen Enderbylands. Sie liegt südwestlich des Kap Ann.
Sowjetische Wissenschaftler benannten sie nach dem kubanischen Staatschef Fidel Castro (1926–2016).